# 伊藤謹二

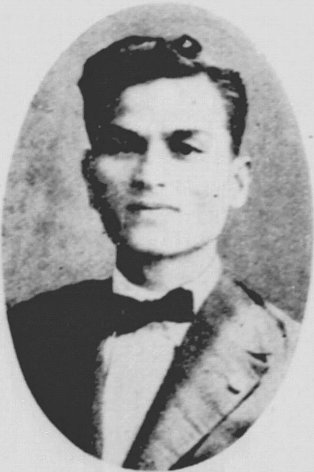
伊藤謹二

伊藤 謹二（いとう きんじ、1901年（明治34年）4月1日 - 1968年（昭和43年）9月3日）は、日本の内務・厚生官僚。官選石川県知事、厚生次官。

## 経歴
広島県出身。伊藤辰吉の二男として生まれる。修道中学校を経て、第六高等学校を卒業。1922年11月、高等試験行政科試験に合格。1924年、東京帝国大学法学部法律学科（独法）を卒業。内務省に入省し岡山県属となる。
以後、北海道庁事務官、岩手県書記官・学務部長、兵庫県書記官・学務部長、内務省神社局指導課長、神祇院教務局指導課長、関東局司政部長、厚生省保険局長、同健民局長などを歴任。
1945年10月、石川県知事に就任。1946年6月、引揚援護院次長に転じた。1946年7月、厚生次官事務取扱、翌月、厚生次官に就任し1948年3月まで在任し退官した。その後、日本赤十字社副社長、社会福祉事業振興会会長、日本児童福祉給食会理事長などを務めた。

## 栄典
外国勲章佩用允許
- 1941年（昭和16年）12月9日 - 満州帝国：建国神廟創建記念章[7]